# Leonurus deminutus
Leonurus deminutus là một loài thực vật có hoa trong họ Hoa môi. Loài này được V.I.Krecz. mô tả khoa học đầu tiên năm 1949.